# ボイシ郡 (アイダホ州)
ボイシ郡（英: Boise County）は、アメリカ合衆国アイダホ州の南西部山岳地に位置する郡である。2010年国勢調査での人口は7,028人である。郡庁所在地はアイダホシティ市（人口485人）であり、同郡で人口最大の都市はホースシューベンド（人口707人）である。1915年3月15日に設立され、郡名は州の愛称である "宝石の州"から採られた。
隣接するエイダ郡には州都ボイシがあり、エイダ郡は1864年12月22日にボイシ郡から分離した郡である。
ボイシ郡はボイシ・ナンパ大都市圏に属している。
ボーガス盆地スキー場が郡南西部にある。郡東部にはソートゥース国立レクリエーション地域の西部であるソートゥース原生地の中心部がある。 

## 歴史
ボイシ郡は1915年3月15日にアイダホシティを郡庁所在地として設立され、郡名はボイシ川から採られた。ボイシ川はフランス系カナダ人探検家や毛皮交易業者達が、その下流の砂漠状流域で岸に沿って成長する非常に多様な樹木に因んで名付けていた。アイダホシティのあるボイシ盆地は国内でも埋蔵量の多い金鉱原の一つだった。金は1862年に発見され、現在のボイシ郡から掘り出される金はアラスカ州全体で産出される量よりも多かった。その最盛期は1860年代半ばであり、アイダホシティは太平洋岸北西部では最大の都市であり、1863年にアイダホ準州を設立する動機になったのは、この時の急速な人口流入があったからだった。下流のホースシューベンド（ペイエット川）やボイシ市（ボイシ川）はボイシ盆地金鉱原に出発するための町になった。
- 1864年の人口 - 15,158人[6]
- 1863年の人口 - 16,835人 (17,435人)[7]

## 地理
アメリカ合衆国国勢調査局に拠れば、郡域全面積は1906.76平方マイル (4,938.5 km2)であり、このうち陸地は1902.46平方マイル (4,927.3 km2)、水域は4.30平方マイル (11.1 km2)で水域率は0.23％である。郡内の最高地点はソートゥース原生地の東境界にある標高10,751フィート (3276 m) のトンプソン峰である。最低地点は西隣のジェム郡との郡境にあるペイエット川岸であり、標高は約2,500フィート (762 m) である。

### 隣接する郡

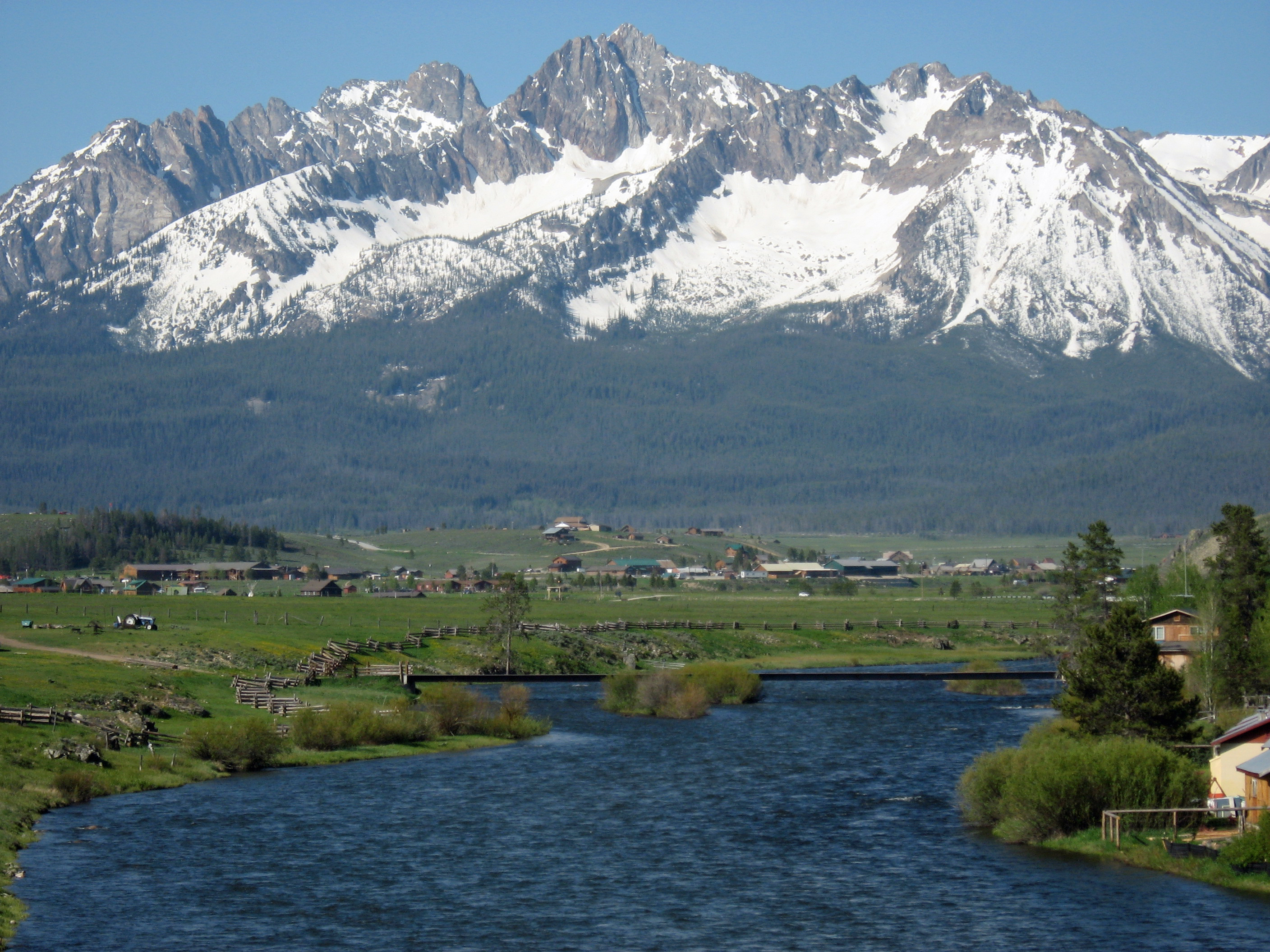
ソートゥース山脈

- バレー郡 - 北
- カスター郡 - 東
- エルモア郡 - 南
- エイダ郡 - 南西
- ジェム郡 - 北西

### 国立保護地域
- ボイシ国立の森（部分）
- ソートゥース国立レクリエーション地域（部分）
  - ソートゥース原生地（部分）

### 高規格道路
- - アイダホ州道21号線 - ポンデローサ・マツ自然景観道路
- - アイダホ州道52号線
- - アイダホ州道55号線 - ペイエット川自然景観道路

郡内の2つの主要な道路は自然景観道路である。郡内を走るそのほぼ全長にわたって2車線対向高規格道路となっている。アイダホ州道21号線のポンデローサ・マツ自然景観道路はボイシ市から北東のアイダホシティやローマンに上り、カスター郡のスタンレーで終わっている 。アイダホ州道55号線のペイエット川自然景観道路は国立自然景観道路にも指定されている。エイダ郡イーグルから北にホースシューベンドに向かい、ペイエット川の急流沿いを上ってバレー郡内のカスケードとマッコールを通り、アダムズ郡のニューメドウズで終わっている。

## 人口動態
以下は2000年の国勢調査による人口統計データである。
| 基礎データ - 人口: 6,670人 - 世帯数: 2,616 世帯 - 家族数: 1,899 家族 - 人口密度:1人/km2（4人/mi2） - 住居数: 4,349軒 - 住居密度: 1軒/km2（2/mi2） 人種別人口構成 - 白人: 95.23% - アフリカン・アメリカン: 0.12% - ネイティブ・アメリカン: 0.93% - アジア人: 0.30% - 太平洋諸島系: 0.10% - その他の人種: 1.30% - 混血: 2.01% - ヒスパニック・ラテン系: 3.42% 先祖による構成 - ドイツ系：18.4％ - アメリカ人：14.8％ - イギリス系：13.8％ - アイルランド系：9.8％ | 年齢別人口構成 - 18歳未満: 26.9% - 18-24歳: 4.7% - 25-44歳: 27.1% - 45-64歳: 30.3% - 65歳以上: 110% - 年齢の中央値: 40歳 - 性比（女性100人あたり男性の人口） - 総人口: 105.4 - 18歳以上: 106.3 世帯と家族（対世帯数） - 18歳未満の子供がいる: 30.7% - 結婚・同居している夫婦: 62.5% - 未婚・離婚・死別女性が世帯主: 5.8% - 非家族世帯: 27.4% - 単身世帯: 21.8% - 65歳以上の老人1人暮らし: 6.1% - 平均構成人数 - 世帯: 2.52人 - 家族: 2.93人 収入と家計 - 収入の中央値 - 世帯: 38,651米ドル - 家族: 43,138米ドル - 性別 - 男性: 35,802米ドル - 女性: 26,250米ドル - 人口1人あたり収入: 18,787米ドル - 貧困線以下 - 対人口: 12.9% - 対家族数: 9.0% - 18歳未満: 16.4% - 65歳以上: 7.7% |

## 都市と町

### 都市
- クロウチ
- ホースシューベンド
- アイダホシティ - 郡庁所在地
- プラサービル

### 未編入の町
- バンクス
- センタービル
- ガーデナ
- ガーデンバレー
- ローマン
- パイオニアビル

## スキー場
- ボーガス盆地